# سونغكران
سونغكران (بالإنجليزية: Songkran)‏ ويسمى أيضا عيد الماء أو عيد المياه هو مهرجان يحتفل به في تايلاند يبدء بدخول رأس السنة التايلاندية 13 أبريل وينتهي ب15 أبريل.

## معرض صور

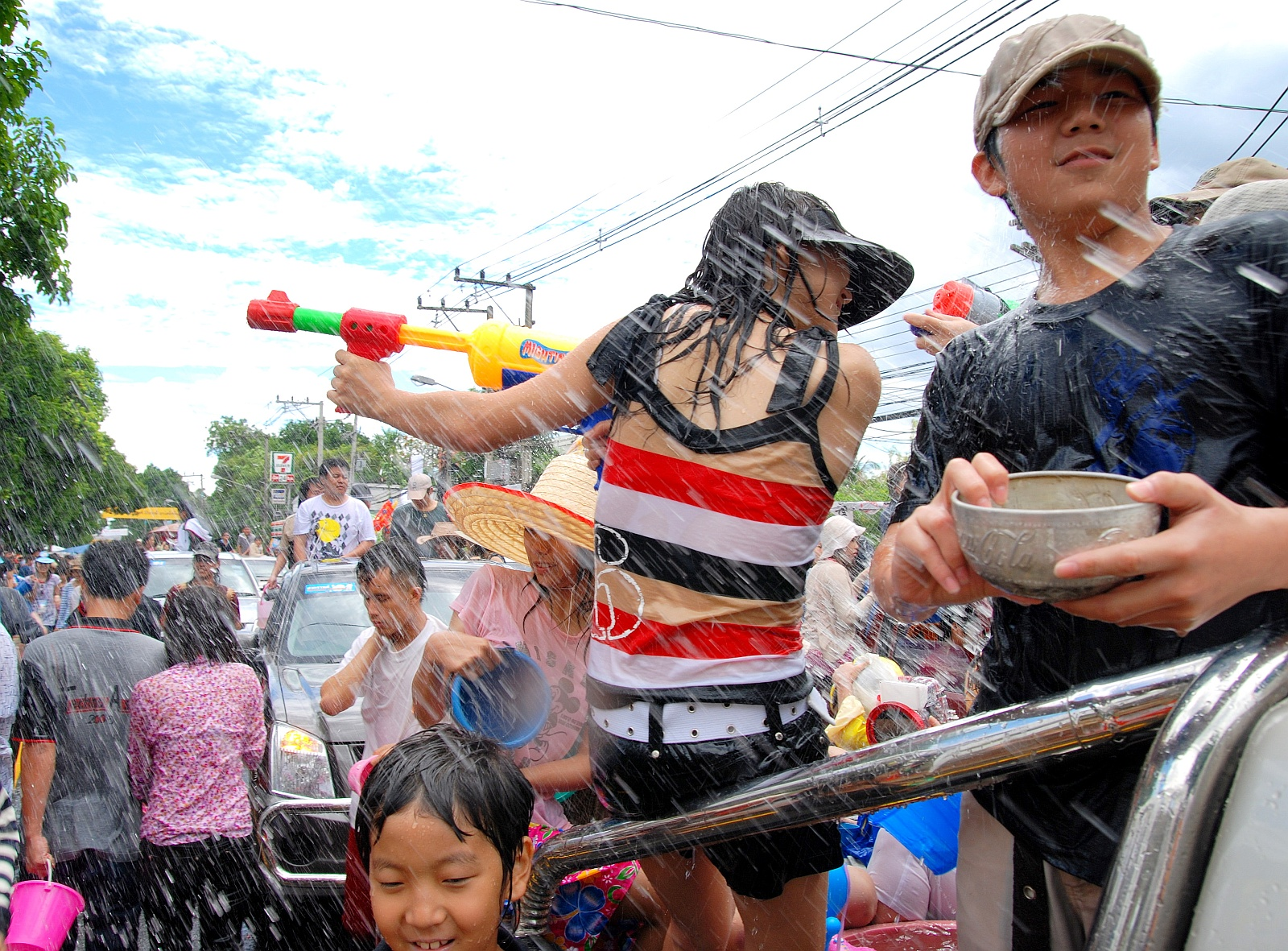
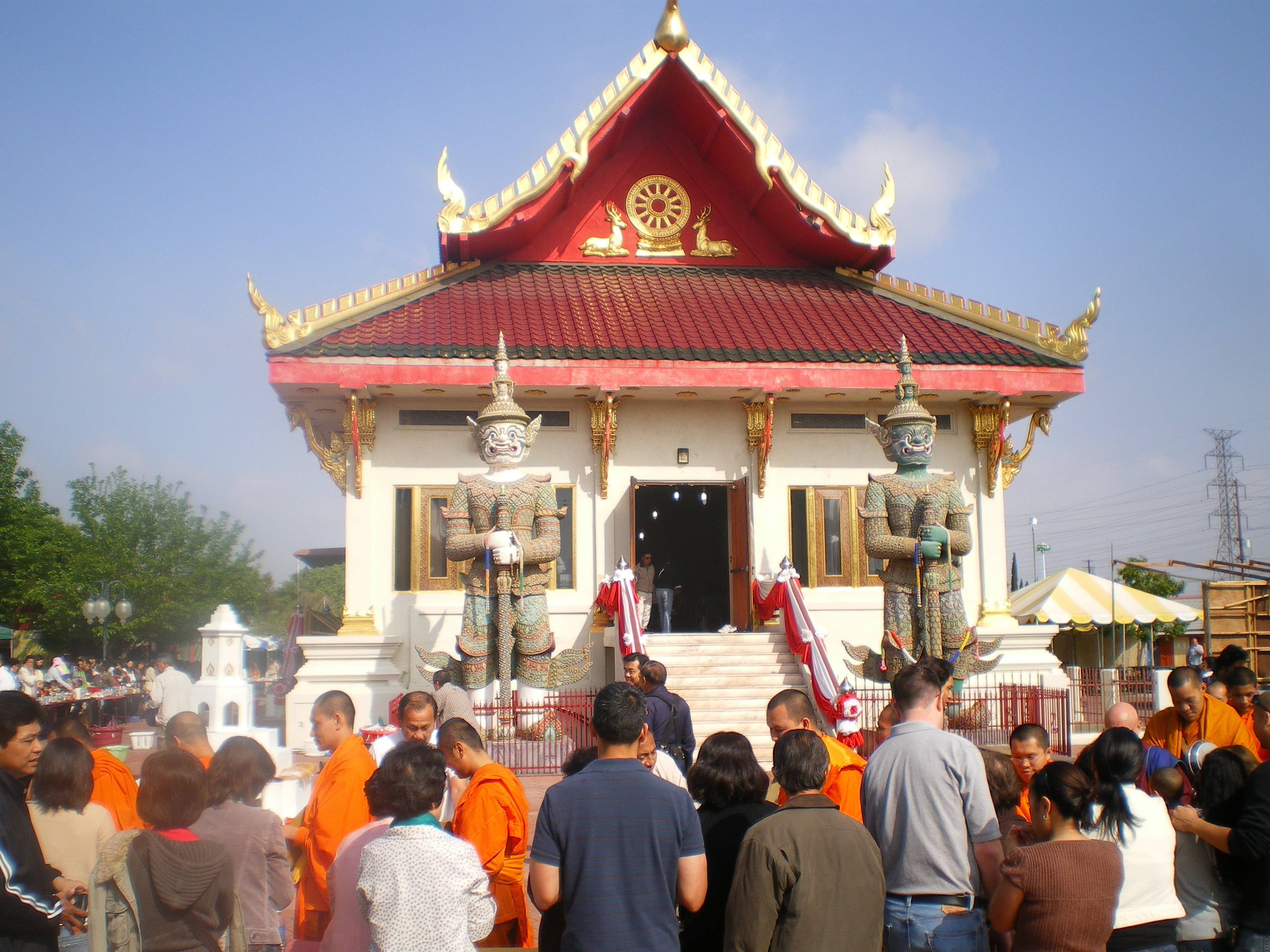
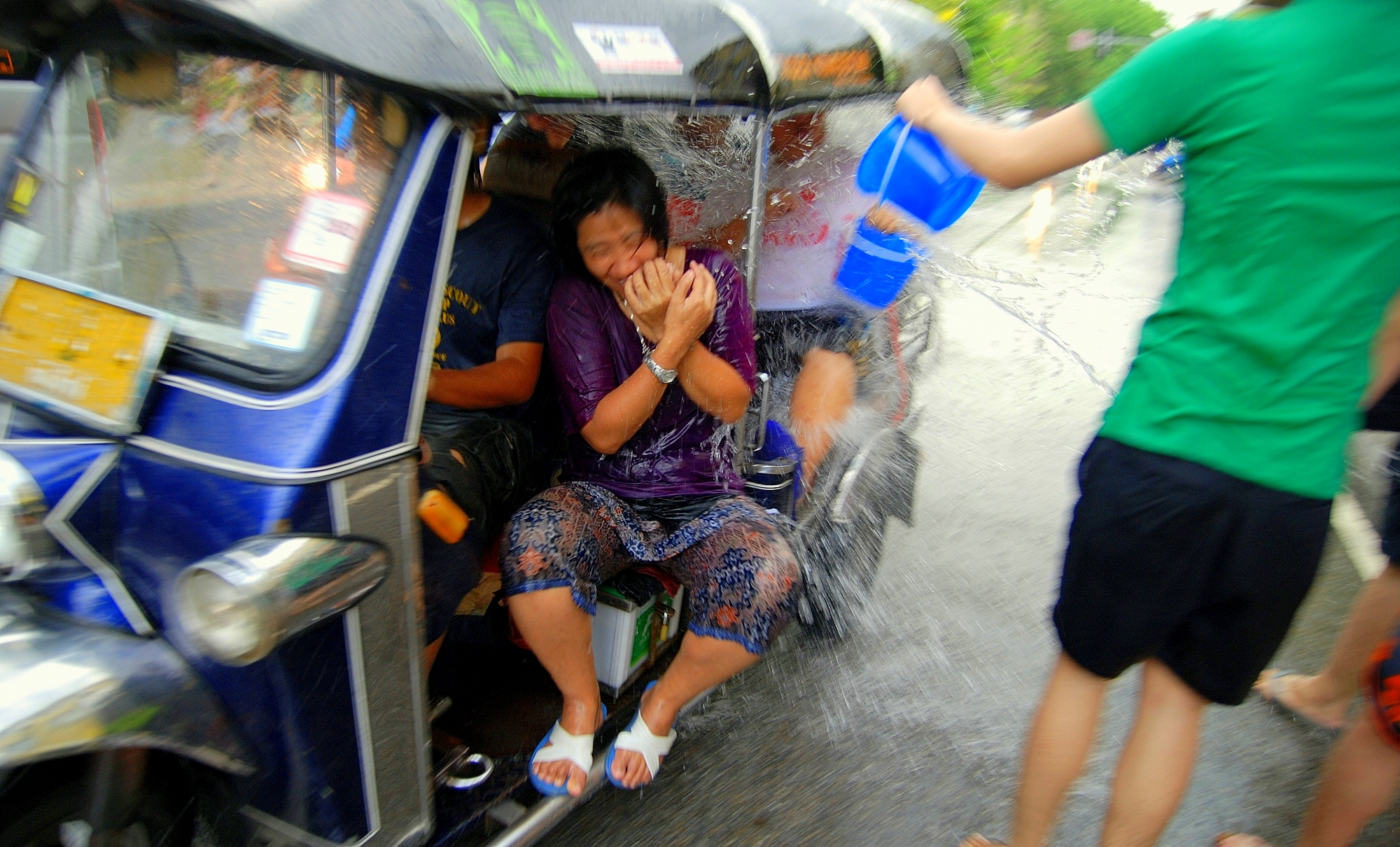
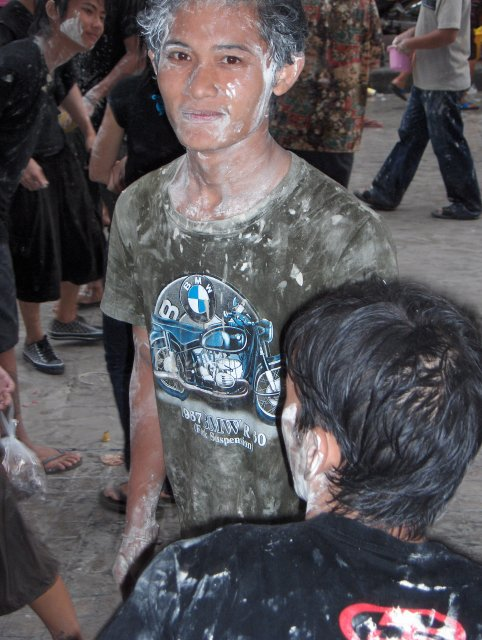